# Plagiobryum uliginosum
Plagiobryum uliginosum là một loài Rêu trong họ Bryaceae. Loài này được (Brid.) N. Pedersen mô tả khoa học đầu tiên năm 2005.